# Bernard van Dieren

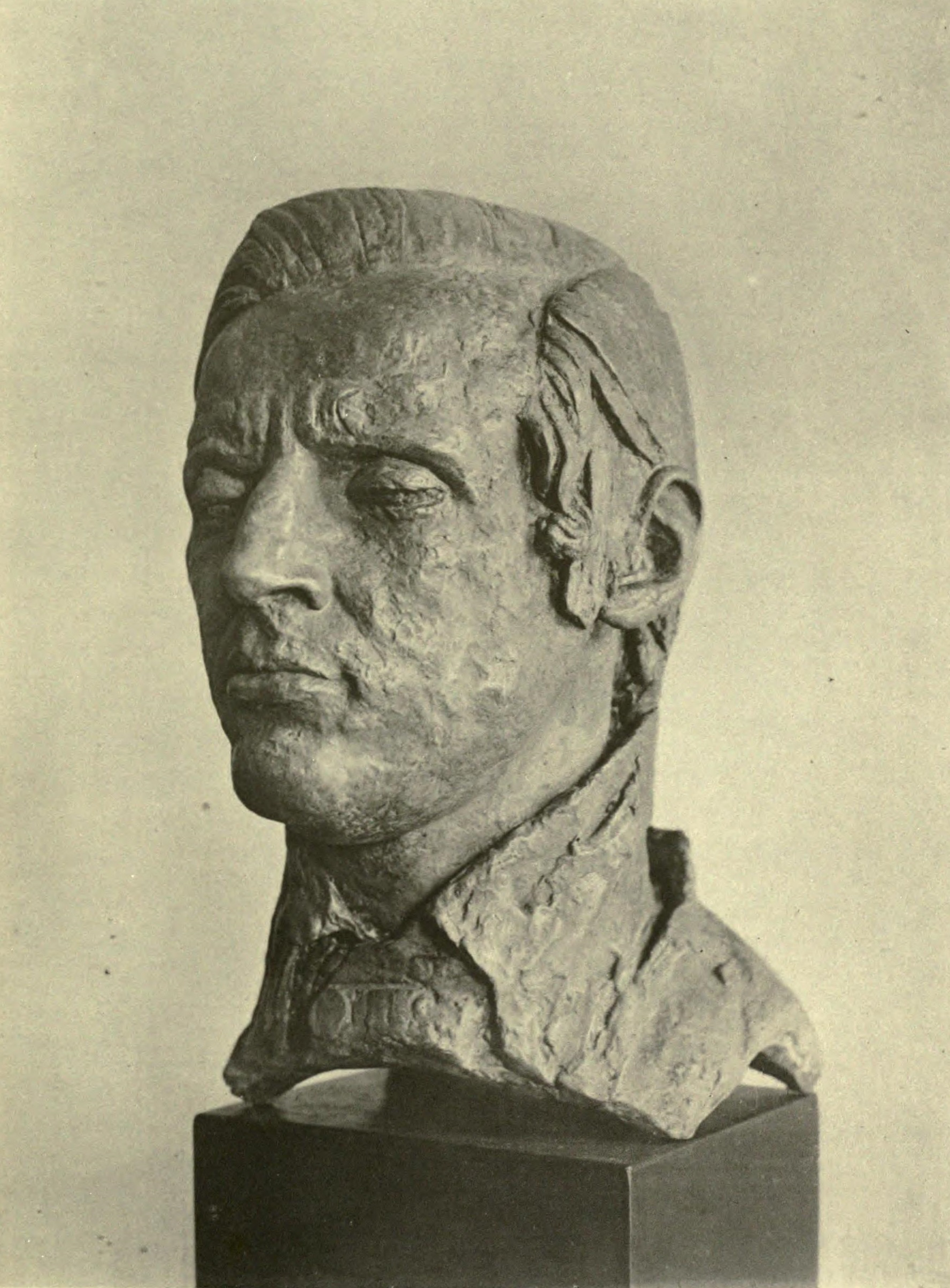
Bernard van Dieren, Büste von Jacob Epstein

Bernard Hélène Joseph van Dieren  (* 27. Dezember 1887 in Rotterdam; † 24. April 1936 in London) war ein niederländischer Komponist und Musikschriftsteller, der große Teile seines Lebens in England verbrachte.

## Leben und Werk
Bernard van Dieren entstammte einer Familie mit niederländischen und französischen Wurzeln. Er erlernte im Kindesalter das Violinspiel, war aber auch naturwissenschaftlich interessiert und entschied sich erst 1908 für die Musik. Mitbestimmend war die Freundschaft zu Frida Kindler, eine Klavierschülerin Ferruccio Busonis, der er 1909 nach England folgte und sie 1910 in London heiratete. Dort entstanden autodidaktisch erste größere Kompositionen. 1911/12 besuchte er Berlin als Musikkorrespondent und trat dort in freundschaftlichen Kontakt zu Busoni und Arnold Schönberg, die sein kompositorisches Schaffen ermutigten.
1912 zeigten sich erste Symptome einer schmerzhaften Nierenerkrankung, die mehrere Operationen sowie eine Morphiumsucht nach sich zog. Van Dieren blieb auch über den Ersten Weltkrieg hinweg in London, bis auf eine kurze Phase als Kryptologe für den niederländischen Geheimdienst. In England arbeitete er als Musikkorrespondent für verschiedene Zeitungen und wurde zur zentralen Figur einer Gruppe von Künstlerfreunden, darunter der Bildhauer Jacob Epstein (der eine Büste von ihm schuf), der Maler Matthew Smith, der Schriftsteller Osbert Sitwell, der Komponist Peter Warlock und der Musikkritiker Cecil Gray. Zu seinen weiteren Freunden zählten auch die Komponisten Sorabji, Ernest Moeran und Constant Lambert. Dank der Bemühungen seiner Freunde kamen auch einige der Werke van Dierens zur Aufführung, ohne jedoch größere Erfolge zu erzielen. 1922 erklang bei den Donaueschinger Musiktagen sein 2. Streichquartett, 1927 das 4. Streichquartett beim Frankfurt Festival. 1935 sendete die BBC seine „Chinese Symphony“. 
Die Kompositionen Bernard van Dierens sind durch komplexen Kontrapunkt und ausgeprägte Polyphonie gekennzeichnet. Unter dem Eindruck Busonis und Schönbergs wandte er sich einer weitgehend atonalen Schreibweise zu, die er später wieder abmilderte. Van Dieren schrieb unter anderem die Oper „The Tailor“ (1917–1930), Vokal- und Orchesterwerke, darunter die „Chinese Symphony“ für 5 Soli, Chor und Orchester (1914; die zugrundeliegenden Texte von Hans Bethge entstammen der gleichen Sammlung wie diejenigen des „Lieds von der Erde“ Gustav Mahlers). Unter seinen kammermusikalischen Werken ragt eine Serie von 6 Streichquartetten hervor (1912 bis 1931), hinzu kommen zahlreiche Lieder sowie Klavierkompositionen.
1935 publizierte Bernard van Dieren eine Sammlung musikästhetischer Essays unter dem Titel „Down among the Dead Men“, außerdem veröffentlichte er ein Buch über den Bildhauer Jacob Epstein.